# Libočany (zámek)
Libočany jsou pozdně barokní zámek ve stejnojmenné obci v okrese Louny. Byl postaven na místě starší tvrze okolo roku 1770. Od roku 1964 je chráněn jako kulturní památka.

## Historie
První písemná zmínka o libočanské tvrzi, kterou nechal postavit pravděpodobně Bohuslav Felix Hasištejnský z Lobkovic, pochází z roku 1595. Po tomto roce se vystřídala řada majitelů: Jan Valdemar z Valdštejna, Kryštof Doupovec z Doupova (1619) a jeho syn Vilém, Jaroslav Bořita z Martinic, Florián Dětřich Žďárský (1623), Maxmilián ze Schönfeldu (1653), Petr Příchovský z Příchovic (1665) a rytíři z Janinallu (1690), od kterých ji roku 1740 koupil Václav Karel Schroll ze Schrollenbergu. Ten nechal tvrz zbořit a na jejím místě okolo roku 1770 postavit pozdně barokní zámek s parkem, kostelem Všech svatých a farou. Panství potom zdědila jeho manželka Anna Marie se svým bratrem Františkem Antonínem z Weinbergeru. Poté se majitelé opět rychle střídali. Nejprve je zdědil Václav Jeník z Gamsendorfu, který je prodal v roce 1806 Josefu Schreiterovi ze Schwarzenfeldu. Dalšími vlastníky byli hrabě Kurzrock z Wellingsbütellu (1850), žatecký advokát Jan Damm (1861), továrník Jan Münzberg a od roku 1925 František Weinhardt.
Po znárodnění byly v zámku v roce 1954 zřízeny byty zaměstnanců státního statku. V letech 1961–1966 zde byl umístěn depozitář Okresního archivu v Lounech. Od roku 1967 jej využívala Ústřední správa geodézie a kartografie jako archiv starých map. Ústřední archiv zeměměřictví a katastru přistoupil v květnu až listopadu 2015 vzhledem k ukončení nájemního vztahu s vlastníkem zámku, tedy břevnovským benediktinským arciopatstvím, k vystěhování svého depositáře z Libočan do budovy Zeměměřického úřadu v Pardubicích. Vystěhováno bylo kolem čtyřiceti tun papírových archiválií a řada trojrozměrných přístrojů i pomůcek užívaných v minulosti geodety a kartografy.
Od podzimu 2015 započalo Benediktinské arciopatství svatého Vojtěcha a svaté Markéty v Břevnově s postupným přebráním zámku v Libočanech u Žatce od dosavadních nájemců a v hospodářské činnosti se pustilo do obnovy chmelařství a vedle obnovy chmelnic a jejich zázemí dostala hospodářská správa kláštera na starosti rovněž správu zámku a jeho areálu, dále hospodářského dvora i bývalého pivovaru v Libočanech. U příležitosti akce pochodu Václava Hájka z Libočan konané 18. června 2016 se rozhodlo Benediktinské arciopatství svatého Vojtěcha a svaté Markéty spolu s Národním archivem a obcí k uspořádání výstavy nazvané Benediktini a Libočany, která byla přístupná téhož dne na libočanském zámku.

## Stavební podoba a vybavení
Zámek je obdélná, jednopatrová budova s mansardovou střechou a tříosým rizalitem ve středu západního průčelí. Fasády jsou členěné pilastry a zdobí je bohatá rokajová výzdoba. Místnosti v patře mají stropy s fabionem a štukovými rámci. Dochovaly se rokokové dveře a kamna. V jedné rohové místnosti se také dochovala původní rokoková štuková výzdoba a malované květinové dekorace a galantní scény pravděpodobně od malíře Jana Václava Tschöppera. Autor projektu zámku není písemně doložený. Vratislav Ryšavý se domníval, že jím je žatecký architekt Johann Paul Loschy, který se inspiroval realizacemi Jakuba Augustona z Plzně.